# Metternich (Band)
Metternich ist eine österreichische Rockband aus Wien, deren Kompositionen humorvolle Texte im Wiener Dialekt mit teilweise harter Rockmusik vereinen. Die Band veröffentlichte 2020 ihr Debütalbum G'schichtldrucker.

## Geschichte
Metternich wurde im November 2016 von Alexander Karlin, Wolfgang Posch, Bernhard Sattra und David Zenz gegründet. Im Februar 2017 veröffentlichte die Band mit Da Winta ihr erstes Musikvideo. Nachdem weitere Clips auf YouTube veröffentlicht worden waren, spielte Metternich erste Konzerte in Wiener Nachtclubs, worauf bald Auftritte am Hafen Open Air, sowie am Donauinselfest folgten.
Die Band wird regelmäßig auf Radio 88.6 und Rock Antenne Österreich gespielt. Sie hatte einen Gast-Auftritt in der von Peter Rapp moderierten vorletzten Episode der ORF-Sendung Die Brieflosshow am 28. November 2018.
Im Zeitraum von März bis Oktober 2019 nahmen die vier Musiker gemeinsam mit Norbert Leitner in Wien ihr erstes Album G'schichtldrucker auf, welches im März 2020 auf dem österreichischen Tonträgerunternehmen Preiser Records in Kooperation mit dem Label Tempel Records veröffentlicht wurde.
2022 nahmen sie mit dem Lied Ois fia die Fisch am FM4 Protestsongcontest teil und wurden in das Halbfinale (Top 25 von mehr als 200 Einsendungen) gewählt.
Am 30. September 2022 erschien mit Oidakalyptus Now das zweite Album der Band.
Am 24. Juni 2023 entschieden Metternich die nationale Vorausscheidung des Wacken Metal Battle für sich und gewannen damit einen Auftritt beim Wacken Open Air, einem der größten Metal Festivals der Welt.

## Diskografie

### Alben
- 2020: G'schichtldrucker (Tempel Records / Preiser Records)

- 2022: Oidakalyptus Now (Tempel Records / Preiser Records)

### Singles
- 2020: Autofoan (Tempel Records / Preiser Records)
- 2021: Urlaub wie früher (Tempel Records / Preiser Records)
- 2022: Tinderhecht (Tempel Records / Preiser Records)
- 2023: Weihnachtszeit (Metternich & Da Winkla – Tempel Records / Preiser Records)
- 2024: 1990
- 2025: Strandbar

### Musikvideos
- 2017: Da Winta
- 2017: Sex mit da Ex
- 2017: So rockt des Leben
- 2018: Sauf di au, I fia di ham
- 2018: Freddy Krügerl
- 2020: Autofoan
- 2020: Klangfarbe
- 2020: Du bist ned du
- 2021: Urlaub wie früher
- 2022: Tinderhecht
- 2022: Kontrolltermin
- 2022: Steh auf und geh weida
- 2023: In Wien sogt ma Servas
- 2023: Weihnachtszeit (Metternich & Da Winkla)
- 2024: 1990
- 2025: Strandbar